# BRCA1

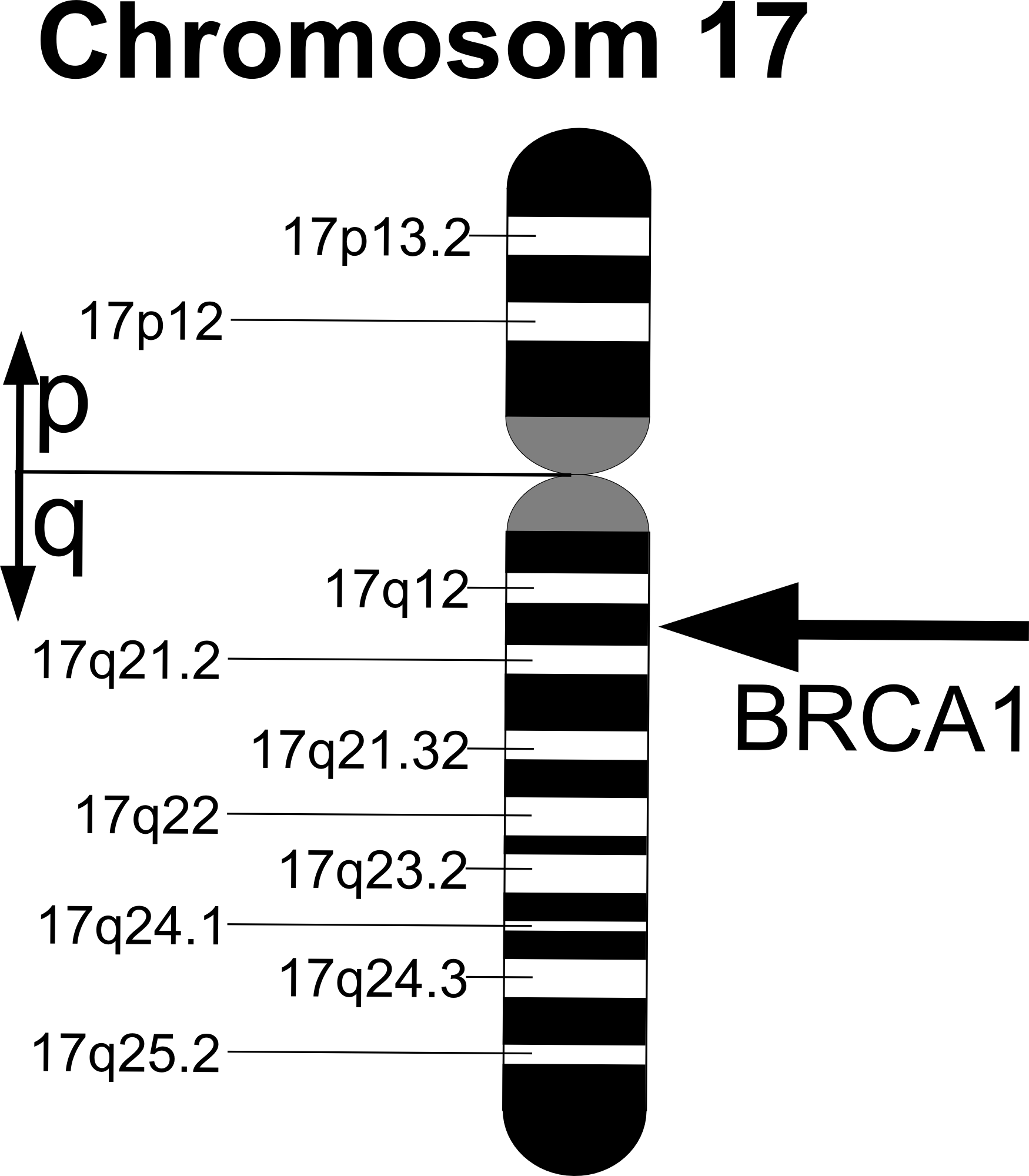
Die Lage des BRCA1-Gens auf Chromosom 17

Schematische Darstellung des BRCA1-Polypeptides

BRCA1 (BReast CAncer 1, early-onset), in einigen Publikationen auch als Brustkrebsgen 1 bezeichnet, ist ein menschliches Gen, bzw. dessen Genprodukt, also ein Protein. Es handelt sich dabei um ein Tumorsuppressorgen, was heißt, dass das Gen in seiner Funktion zur Unterdrückung von Tumoren beiträgt.

## Funktion von BRCA1
BRCA1 spielt eine wichtige Rolle in der Reparatur von Doppelstrangbrüchen. Eine Loss-of-function-Mutation oder Deletion des BRCA1-Gens erhöht die Wahrscheinlichkeit einer Tumorbildung, insbesondere für Brustkrebs (Mammakarzinom), Eierstockkrebs (Ovarialkarzinom), Dickdarmkrebs (Kolonkarzinom) und Prostatakarzinom.
Das von BRCA1 codierte Protein besteht aus 1863 Aminosäuren und hat eine molare Masse von 207.732 Dalton. Es interagiert im Zellkern vieler normaler Körperzellentypen mit dem vom BRCA3 codierten Protein (RAD51C) und dem von BRCA2 codierten Protein. Alle drei Proteine zusammen reparieren Unterbrechungen in geschädigter DNA. Diese Unterbrechungen können beispielsweise durch ionisierende Strahlungen hervorgerufen werden. Aber auch bei der Zellteilung können diese Unterbrechungen natürlicherweise entstehen. Die Funktionen und Interaktionen der drei DNA-Reparaturproteine sind Gegenstand intensiver Forschungsarbeiten und noch nicht vollständig aufgeklärt bzw. verstanden.

## Die Lage von BRCA1 im Genom
Das BRCA1-Gen liegt beim Menschen auf dem langen Arm (q-Arm) von Chromosom 17 Genlocus q21.31 zwischen den Basenpaaren 41.196.311-41.277.500. Momentan sind 31 verschiedene Transkripte (Isoformen) bekannt.

## Auswirkungen von BRCA1-Mutationen
Es wird angenommen, dass etwa 5 bis 10 Prozent aller Brustkrebserkrankungen einen autosomal dominanten Erbgang aufweisen. BRCA1 ist dabei das mit Abstand wichtigste verursachende Gen.
Frauen mit einer vererbten, also Keimbahn-Mutation in BRCA1 oder BRCA2 erkranken im Durchschnitt etwa 20 Jahre früher als Frauen ohne familiär-erbliches Risiko. Das Risiko einer Frau mit BRCA1- oder BRCA2-Mutation, im Laufe ihres Lebens an Brustkrebs zu erkranken, liegt bei etwa 50 bis 80 Prozent. Falls bei einer Mutationsträgerin in einer Brust schon Brustkrebs aufgetreten ist, liegt die Wahrscheinlichkeit, dass sich später auch in der anderen Brust eine Krebserkrankung entwickeln wird, bei etwa 60 Prozent.
Daneben stellen BRCA1-Mutationen auch einen Risikofaktor für die Entstehung von Ovarial-, Kolon-, Pankreas- und Prostatakarzinomen dar. Das lebenslange Risiko von BRCA1- oder BRCA2-Mutationsträgerinnen, ein Ovarialkarzinom zu entwickeln, wird auf etwa 10 bis 40 Prozent geschätzt.
Auch Mutationen in den erst vor wenigen Jahren identifizierten Genen RAD51C (BRCA3) und RAD51D (beide auf dem langen Arm von Chromosom 17) scheinen ein ähnlich hohes Risiko für Brustkrebs zu vermitteln.
Das amerikanische Nationale Krebsinstitut NCI betont, dass die meisten Untersuchungen über die Auswirkungen des BRCA1- und BRCA2-Gen an Familien durchgeführt wurden, in denen ein stark erhöhtes Auftreten von entsprechenden Krebserkrankungen vorhanden ist. Da sich die Familienmitglieder auch andere Gene teilen und sie häufig auch denselben Umwelteinflüssen unterworfen sind, gäben die Risikoeinschätzungen dieser Untersuchungen das Risiko einer Krebserkrankung durch BRCA-Genmutation der Allgemeinbevölkerung möglicherweise nicht angemessen wieder. Darüber hinaus lägen keine Zahlen aus der Allgemeinbevölkerung vor, die das Krebsrisiko von Trägerinnen einer BRCA1- oder BRCA2-Mutation, mit dem von Frauen ohne diese Mutation verglichen.

## BRCA1-Gentest
Es gibt einen Gentest, mit dessen Hilfe festgestellt werden kann, ob eine Patientin eine mutierte Form des BRCA1-Gens hat. Die Kosten für den Test betrugen im Jahr 2004 ca. 2500 Euro. Mittlerweile kostet der kombinierte BRCA1-BRCA2-Test in Europa weniger als 1500 Euro.
Für Frauen mit familiärer Belastung für Brust- und Eierstockkrebs übernehmen die gesetzlichen Krankenkassen die Kosten für Beratung, Gentest und Früherkennungsprogramm. Als sinnvoll wird die Durchführung des Tests angesehen, wenn eines der folgenden Kriterien in derselben familiären Linie (mütterlicherseits oder väterlicherseits) zutrifft:
- mindestens zwei Frauen in der Familie sind oder waren an Brustkrebs erkrankt, davon mindestens eine vor dem 51. Lebensjahr
- drei Frauen mit Brustkrebs in der Familie (unabhängig vom Erkrankungsalter)
- eine Erkrankung in der Familie mit einseitigem Brustkrebs und einem Erkrankungsalter vor dem 31. Lebensjahr
- ein Fall von beidseitigem Brustkrebs in der Familie, wobei die erste Erkrankung im Alter von 41 Jahren oder früher aufgetreten ist
- ein Fall von Eierstockkrebs in der Familie, wenn die Erkrankung vor dem 41. Lebensjahr aufgetreten ist
- ein Fall in der Familie mit Brust- und Eierstockkrebs
- zwei oder mehr Fälle von Eierstockkrebs in der Familie
- ein Mann mit Brustkrebs und eine Frau an Brust- oder Eierstockkrebs[12]

Vor und nach Durchführung des Gentests sind intensive Gespräche mit der Patientin von großer Wichtigkeit.
2008 wurden am University College Hospital in London erstmals bei einer Frau nach einer In-vitro-Fertilisation die befruchteten Embryonen mittels Präimplantationsdiagnostik (PID) auf das BRCA1-Gen hin untersucht. Sechs der elf im „Reagenzglas“ erzeugten Embryonen trugen bei der drei Tage nach der Befruchtung durchgeführten PID das mutierte BRCA1-Gen und wurden zerstört. Zwei der verbliebenen Embryonen wurden in die Gebärmutter verpflanzt. Eines der Embryonen nistete sich erfolgreich ein. Die Mutter gebar Anfang Januar 2009 ein Mädchen. Der Vorgang führte zu kontroversen Diskussionen, da diese Form der genetischen Selektion von Babys äußerst umstritten ist.

## Prävention
Patientinnen mit einer genetischen Prädisposition von BRCA1 bieten sich derzeit mehrere primär und sekundär präventive Maßnahmen an.

### Primäre Prävention
Unter primärer Prävention, auch Prophylaxe genannt, versteht man Maßnahmen zur Gesundheitsförderung beziehungsweise Gesunderhaltung des Patienten.

#### Chemoprävention
In mehreren Studien wurde die adjuvante Therapie mit Tamoxifen, im Vergleich zur Placebogabe, bezüglich der primären Prävention einer Brustkrebserkrankung untersucht. Tamoxifen ist ein selektiver Estrogenrezeptormodulator, der als Arzneistoff zur Therapie von Mammakarzinomen eingesetzt wird. Der Wirkstoff ist von der amerikanischen FDA auch zur Prävention von Brustkrebs bei Frauen mit erhöhtem Risiko zugelassen.
Vier Jahre nach Beginn der sogenannten NASABP P-1-Studie war das Risiko für Östrogenrezeptor-positive Formen von Brustkrebs durch Tamoxifen um 49 Prozent reduziert. In den zwei nachfolgenden Studien konnten diese Risikoreduktion jedoch nicht nachgewiesen werden.

#### Vorbeugende Entfernung der Eierstöcke und Eileiter
In mehreren Studien konnte gezeigt werden, dass eine beidseitige vorbeugende Entfernung der Eierstöcke und Eileiter (eine Salpingoovariektomie) eine Senkung des Krebsrisikos bei Trägerinnen einer BRCA1-Mutation bewirkt. Es sollten immer Eileiter und Eierstöcke bds. entfernt werden, da auch die Eileiter krebsgefährdet sind.
Die Gesamtüberlebensrate über 30 Jahre wird durch eine Salpingoovariektomie im Alter von 40 Jahren um 15 % (absolut) erhöht. Eine Salpingoovariektomie zum früheren Zeitpunkt erhöht die Überlebensrate nicht und führt zu vermehrten unerwünschten Nebenwirkungen, vor allen Dingen Wechseljahresbeschwerden und Osteoporose. Bei BRCA2 Mutationen bringt eine Ovariektomie eine bestenfalls marginale Verbesserung der Gesamtüberlebensrate.

#### Vorbeugende Entfernung der Brüste
Die vorbeugende Amputation der Brüste (prophylaktische Mastektomie) ist durch Fortschritte beim Screening und in der Behandlung vom Brustkrebs weitgehend unnötig geworden. Zwar wird das Brustkrebsrisiko weitestgehend eliminiert, der daraus resultierende Überlebensvorteil ist jedoch bestenfalls marginal.
In mehreren randomisierten Studien konnte gezeigt werden, dass das Brustkrebsrisiko bei Mutationsträgerinnen von BRCA1 und BRCA2 durch eine vorbeugende beidseitige Brustentfernung (bilaterale prophylaktische Mastektomie) um über 90 Prozent gesenkt werden kann.

### Sekundäre Prävention
Das Ziel der sekundären Prävention ist es, die Mortalität durch Früherkennungsuntersuchungen zu reduzieren.

#### Mammographie

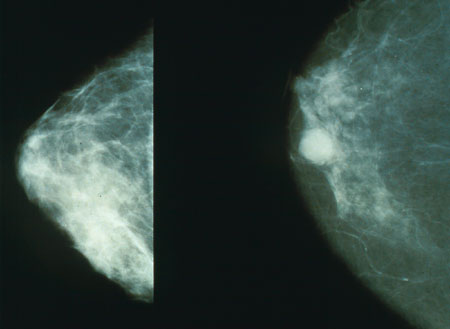
Mammogramm der Brust

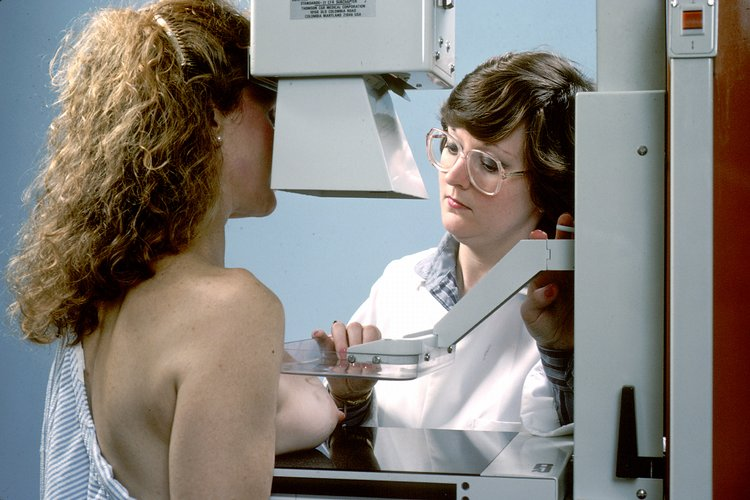
Mammographie

Mammographie-Reihenuntersuchungen ab dem 50. Lebensjahr können insgesamt eine Senkung der Mortalität von bis zu 30 Prozent erzielen. Der Hauptgrund für diese Erfolge liegt im frühzeitigen Erkennen von kleinen, Lymphknoten-negativen und hoch differenzierten Karzinomen. BRCA1 und BRCA2 basierende Brustkrebserkrankungen sind jedoch nur gering differenziert (Differenzierungsgrad G3). Zudem sind die Risikopatientinnen in der Mehrzahl jünger als die durchschnittlichen Brustkrebs-Patientinnen. Dadurch haben sie ein dichteres, mammografisch nur schwer beurteilbares Drüsengewebe.
Ein weiteres potenzielles Problem der Mammographie an BRCA1- und BRCA2-Risikopatientinnen stellt die ionisierende Röntgenstrahlung der Untersuchungsmethode dar, die möglicherweise DNA-Schäden in den Zellen der Patientinnen verursacht. Diese Schäden können durch die Mutationen der BRCA1- und BRCA2-Gene mit den entsprechenden Proteinen möglicherweise nicht ausreichend repariert werden (siehe BRCA1 und ionisierende Strahlungen).

#### Sonographie
Ultraschalluntersuchungen der Brust sind bei jungen Frauen mit einem erhöhten familiären Brustkrebsrisiko deutlich sensitiver als Mammographien. Es liegen zu einer abschließenden Beurteilung allerdings noch zu wenige Daten aus Studien vor.

#### Kernspintomographie

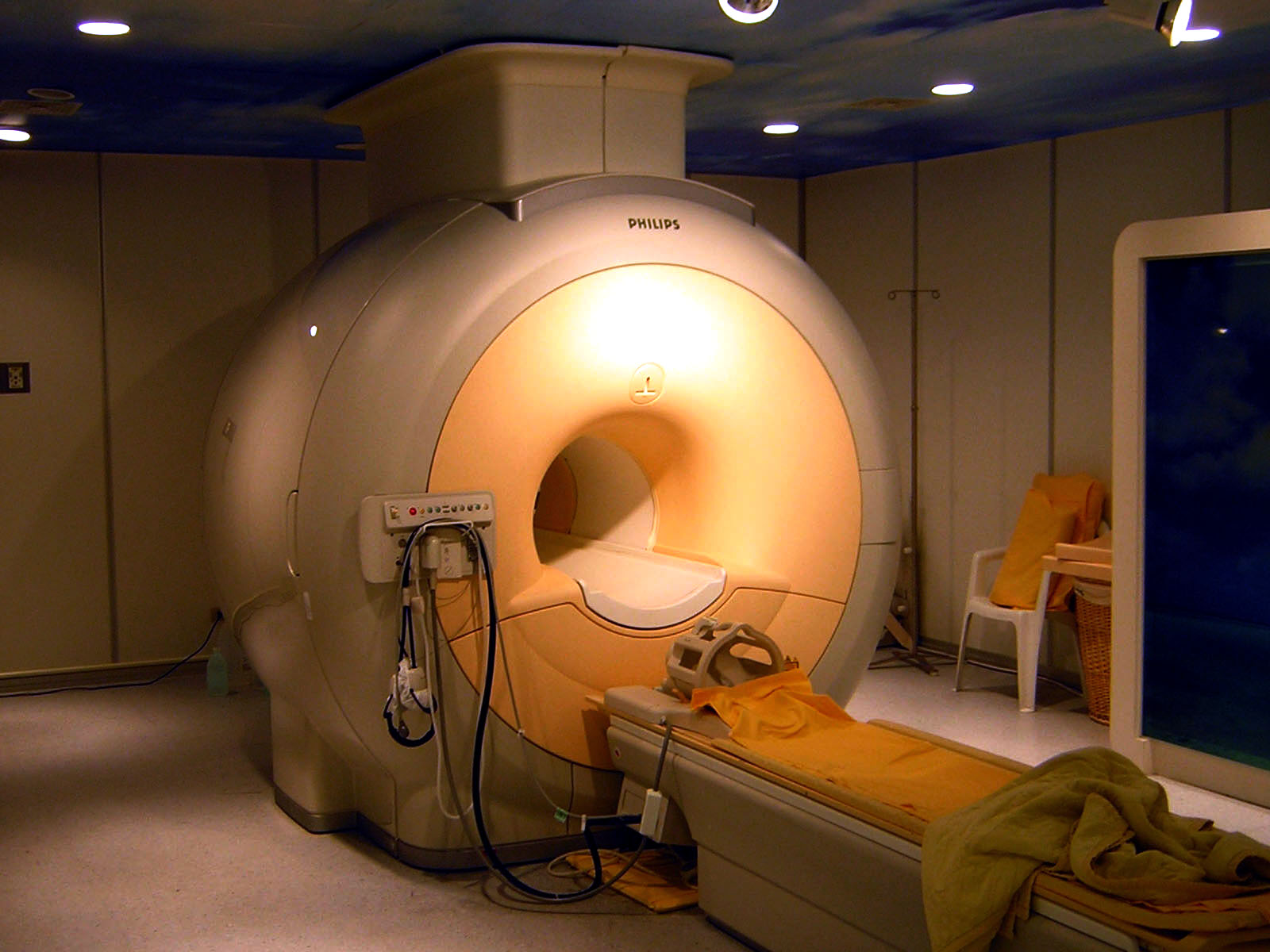
3 Tesla Kernspintomograph

Die Magnetresonanztomographie (MRT) ist derzeit bei der Diagnostik der genetisch bedingten Brustkrebserkrankungen das Verfahren mit der höchsten Sensitivität. Die Spezifität hingegen ist weniger hoch, sodass mitunter falsch positive Befunde erhoben werden und die korrekte Auswertung eine hohe Erfahrung des Radiologen voraussetzt. Es sollte das Diagnoseverfahren der Wahl bei jungen Frauen mit genetisch nachgewiesenem erhöhtem Mammakarzinom-Risiko sein.

## BRCA1 und ionisierende Strahlungen
Ionisierende Strahlungen, wie beispielsweise Röntgenstrahlung, sind in der Lage Schäden an der DNA zu verursachen. Diese Schäden an der DNA können Tumoren verursachen. Da die Zellen des Körpers über ein DNA-Reparatursystem verfügen, können in den meisten Fällen die durch die ionisierende Strahlung entstandenen Schäden wieder repariert werden. Träger von Mutationen in den BRCA1- oder BRCA2-Genen verfügen jedoch in ihren Körperzellen über eine verminderte Fähigkeit zur DNA-Reparatur.
In einer retrospektiven Studie an der International Agency for Research on Cancer in Lyon wurde untersucht, ob Röntgenuntersuchungen des Thorax möglicherweise das Brustkrebsrisiko erhöhen. Nach einer einmaligen Röntgenuntersuchung des Thorax erkrankten BRCA1/2-Trägerinnen zu 54 Prozent häufiger an Brustkrebs. Das Risiko erhöhte sich deutlich bei Frauen unter 40 Jahren, und Frauen, die vor dem 20. Lebensjahr eine entsprechende Untersuchung erhalten hatten, erkrankten mehr als viermal häufiger als Frauen, deren Thorax niemals geröntgt wurde.
Diese erste Studie lässt jedoch noch keine abschließende Beurteilung der Risiken von Röntgenuntersuchungen oder speziell Mammografien bei Risikopatientinnen zu. Retrospektiven Studien sind durch den sogenannten Recall Bias häufig verfälscht. So erinnerten sich beispielsweise Frauen, die an Brustkrebs erkrankt sind, möglicherweise häufiger an zurückliegende Röntgenuntersuchungen. Zudem fehlen in der Studie die Daten über die Dosis bei der Röntgenuntersuchung. Kausale Assoziationen sind über die Dosis-Wirkungs-Beziehung viel eindeutiger herzustellen.
Eine Studie über die Erhöhung des Brustkrebsrisikos durch Mammografie bei Frauen mit BRCA1- oder BRCA2-Genmutationen kommt zu dem Schluss, dass es offenbar keinen Zusammenhang zwischen Mammografie und einer deutlichen Zunahme von Krebserkrankungen in dieser Personengruppe gibt.

## Die Entdeckung von BRCA1
Eine Forschergruppe um die US-Amerikanerin Mary-Claire King an der UC Berkeley erbrachte 1990 den Nachweis für die Existenz eines Gens auf Chromosom 17, das an der Brustkrebsanfälligkeit beteiligt ist. Das später mit BRCA1 bezeichnete Gen wurde durch Kopplungsanalysen bei Mormonen-Familien auf Chromosom 17 lokalisiert. Vier Jahre später wurde das Gen nach einem internationalen Wettlauf um seine Entdeckung von Wissenschaftlern der University of Utah, des National Institute of Environmental Health Sciences (NIEHS) und Myriad Genetics geklont.
1994 wurde mit BRCA2 auf dem Chromosom 13 Genlocus q12-13 ein zweites Brustkrebsgen kartiert und positionell kloniert.
Bisher sind mehr als 75 verschiedene Mutationen von BRCA1 in mehr als 100 Familien beschrieben.

## BRCA1-Patente
Im Januar 2001 erteilte das Europäische Patentamt in München dem US-Biotech-Unternehmen Myriad Genetics ein Patent (EP 699 754) auf BRCA1. Dies führte zu erheblichen internationalen Protesten.
2004 widerrief dann das Europäische Patentamt die Rechte von Myriad. Der Grund für den Widerruf war ein Fehler in der von Myriad im Patent beschriebenen Gen-Sequenz. Im November 2004 trat Myriad die US-Patentrechte an die University of Utah ab. Es wurde dann ein neuer Antrag beim Europäischen Patentamt gestellt, dem im Dezember 2008 endgültig stattgegeben wurde. Die University of Utah kann nun für jeden auf dem Markt befindlichen BRCA1- und BRCA2-Test Lizenzgebühren verlangen. Es ist noch nicht bekannt, ob sie dies auch zukünftig tun wird. Während in Europa der kombinierte BRCA1/2-Test maximal 1500 Euro kostet, ist in den USA der BRCA1-Test – bedingt durch die Lizenzgebühren – schon mehr als doppelt so teuer. In der Länderliste der europäischen Patentanmeldung der University of Utah wurden jedoch kleinere europäische Länder nicht aufgeführt. Dies bedeutet, dass der Test in Ländern wie beispielsweise Belgien auch zukünftig ohne Lizenzgebühren möglich ist.

## Weiterführende Literatur
- S. V. Hodgson, P. J. Morrison, M. Irving: Breast cancer genetics: unsolved questions and open perspectives in an expanding clinical practice. In: American journal of medical genetics. Part C, Seminars in medical genetics Band 129C, Nummer 1, August 2004, S. 56–64, doi:10.1002/ajmg.c.30019. PMID 15264273. (Review).
- A. R. Venkitaraman: Cancer susceptibility and the functions of BRCA1 and BRCA2. In: Cell Band 108, Nummer 2, Januar 2002, S. 171–182, PMID 11832208. (Review).
- S. N. Powell, L. A. Kachnic: Roles of BRCA1 and BRCA2 in homologous recombination, DNA replication fidelity and the cellular response to ionizing radiation. In: Oncogene Band 22, Nummer 37, September 2003, S. 5784–5791, doi:10.1038/sj.onc.1206678. PMID 12947386. (Review).
- A. Antoniou, P. D. Pharoah, S. Narod, H. A. Risch, J. E. Eyfjord, J. L. Hopper, N. Loman, H. Olsson, O. Johannsson, A. Borg, B. Pasini, P. Radice, S. Manoukian, D. M. Eccles, N. Tang, E. Olah, H. Anton-Culver, E. Warner, J. Lubinski, J. Gronwald, B. Gorski, H. Tulinius, S. Thorlacius, H. Eerola, H. Nevanlinna, K. Syrjäkoski, O. P. Kallioniemi, D. Thompson, C. Evans, J. Peto, F. Lalloo, D. G. Evans, D. F. Easton: Average risks of breast and ovarian cancer associated with BRCA1 or BRCA2 mutations detected in case Series unselected for family history: a combined analysis of 22 studies. In: American Journal of Human Genetics Band 72, Nummer 5, Mai 2003, S. 1117–1130, doi:10.1086/375033. PMID 12677558. PMC 118026 (freier Volltext).
- Gentest und prophylaktische Operation bei familiärer Häufung der BRCA1- oder BRCA2-Mutation. In: Der Gynäkologe 33, 2000.
- Stellungnahme zur Entdeckung des Brustkrebsgens BRCA1., Kommission für Öffentlichkeitsarbeit und ethische Fragen der Gesellschaft für Humangenetik e. V., 7. Auflage Okt. 2001. (PDF; 18 kB)